# Jacques Daret

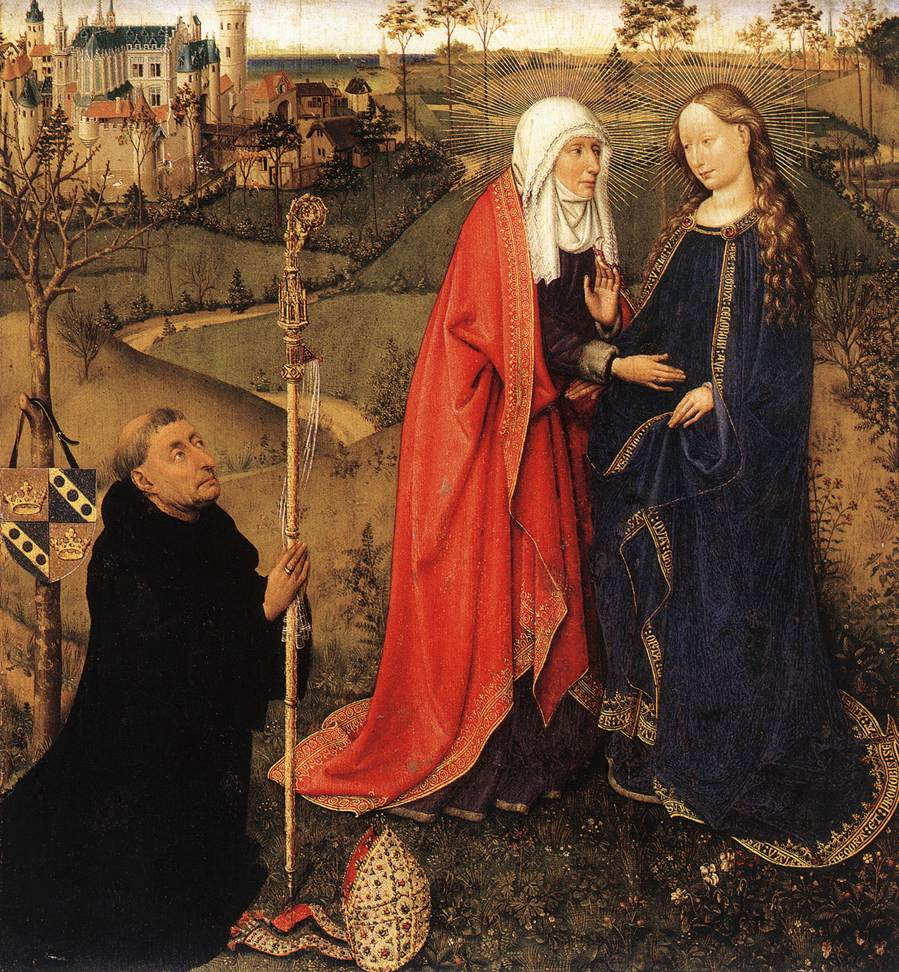
Heimsuchung mit Stifter, um 1434/35, Gemäldegalerie Berlin.

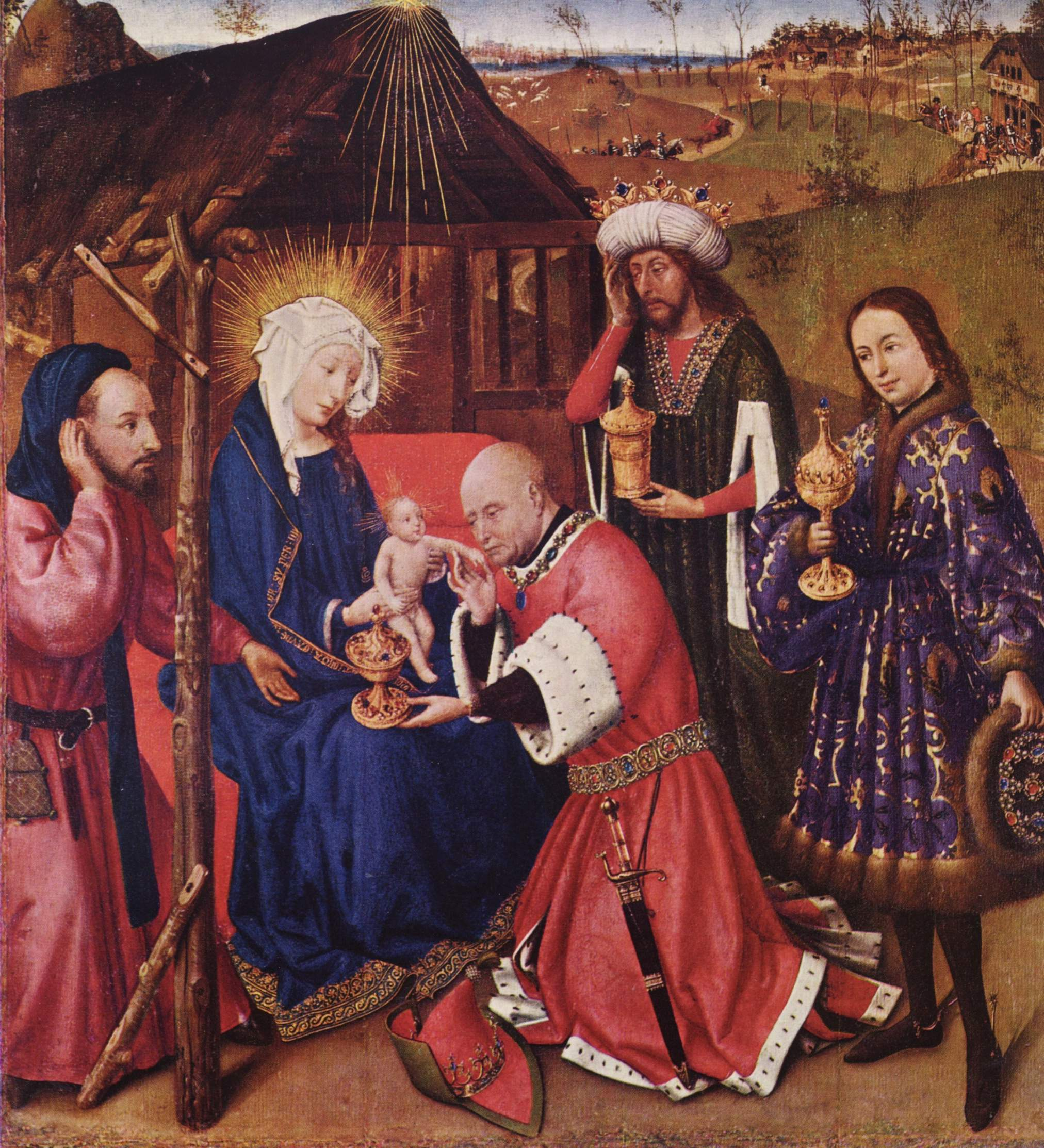
Anbetung der Heiligen Drei Könige, um 1434/35, Gemäldegalerie Berlin.

Jacques Daret (* um 1401 in Tournai; † um 1468 in Brügge (?)) war ein flämischer Maler.
Sein Großvater Jean I. († 1423) war Schreiner und hat mit Robert Campin an verschiedenen Projekten für Saint-Brice in Tournai gearbeitet. Jacques’ Vater, Jean II., war Bildhauer. Nach dem Tod der Mutter und einer erneuten Heirat des Vaters erhielt Jacques einen Vormund, dessen Abrechnungen sich ab 1418 erhalten haben und 1426 enden, was nahelegt, dass Jacques mit 25 Jahren die Volljährigkeit erlangte.
1418 wird er erstmals als Wohngast und Mitarbeiter („ouvrant de son métier“) bei Robert Campin erwähnt. Seit 1427 war er in dessen Werkstatt zusammen mit Rogier van der Weyden als Lehrling angestellt. Ein Jahr zuvor hat Daret eine Wallfahrt nach Aachen unternommen. Im Jahre 1432 wurde er Freimeister und Vogt der Lukasgilde in Tournai.
1434 beauftragte Jean du Clercq, Berater Philipps des Guten und zwischen 1428 und 1462 Abt von Saint-Vaast in Arras, Daret mit der Anfertigung eines Retabels für die Marienkapelle in der Abteikirche, von dem sich heute noch vier Tafeln erhalten haben. Das Retabel war Teil einer Ausstattungskampagne, die der Abt für seine Grabkapelle in der Chorachse begann. Das Retabel war spätestens im Juli 1435 fertiggestellt. Zu diesem Zeitpunkt fand ein Friedenskongress in Arras statt und der Abt ließ die Teilnehmer das jüngst fertiggestellte Retabel bewundern. Das Bildprogramm kann folgendermaßen rekonstruiert werden: Der Mittelschrein des Altares zeigte in Alabaster gefertigt die Marienkrönung, gerahmt von Statuen der zwölf Apostel, die der Abt allesamt 1432 bei einem reisenden Händler hatte erwerben lassen. Der Schrein besaß zwei Flügel auf beiden Seiten des Mittelschreines, für den 1433 der Bildschnitzer Collard de Hordain angeworben wurde. „Die Flügel zeigten auf den Innenseiten goldene Lilien auf azurblauem Grund. Wurde der Altar geschlossen, dann bildeten die Außenseiten der Flügel mit den Gemälden von Daret ein Programm, das ganz im Zeichen der Gottesmutter stand.“
1435/36 malte Jacques Daret eine Tafel der vorangegangenen Äbte. 1441 fertigte er in Tempera auf Tuch einen Entwurf für eine Tapisserie mit der Auferstehung Christi, den der Abt in seinen Gemächern aufhängen ließ, und 1452 ist Daret mit einer weiteren Retabelarbeit archivalisch in Arras belegt: Diesmal malte er Szenen über den Heiligen Geist und die Propheten; die Steinskulpturen im Schrein des Bildhauers Martin Thoulet aus Douai wurden durch Daret gefasst. Von spätestens 1446 und bis 1457 besaß Jacques Daret ein Haus in Arras.
Jacques Daret arbeitete beim Hoftag Philipp des Guten 1454 in Lille und der Hochzeit von Karl dem Kühnen mit Margarete von York in Brügge 1468, hier zusammen mit Vrancke van der Stockt, an der Festdekoration mit. Danach ist sein Name nicht mehr dokumentiert.

## Werke
- Außenflügel eines Retabels für die Abtei Saint-Vaast in Arras (um 1434/35; Öl auf Eiche):[12]
  - Anbetung der Heiligen Drei Könige (59,4 × 54,8 cm; Gemäldegalerie Berlin Inv. Nr. 527)[13]
  - Heimsuchung Mariens mit dem Stifter Jean de Clercq (59,4 × 54,8 cm; Gemäldegalerie Berlin Inv. Nr. 542)[14]
  - Geburt Christi (59,5 × 53 cm; Museo Thyssen-Bornemisza Madrid Inv. Nr. 124 [=1935.17])[15]
  - Darstellung im Tempel (57 × 52,2 cm; Musée du Petit Palais Paris Inv. Nr. P. Tuck 2)[16]

## Mögliche Werke
- Maria mit dem Kind in einem Innenraum (vor 1432; Öl auf Eiche; 18,7 × 11,6 cm; The National Gallery London Inv. Nr. NG6514)[17]
- Bildnis eines Mannes mit rotem Chaperon (nach 1438; Öl auf Eiche; 37 × 30 cm; Gemäldegalerie Berlin Inv. Nr. 537)[18]